# Caergwrle
Caergwrle è un centro abitato del Galles, situato nella contea del Flintshire.

## Monumenti e luoghi d'interesse

### Architetture militari
- Castello di Caergwrle (fine XIII secolo-inizi XIV secolo)[1][2][3]